# Station Laveline-devant-Bruyères
Station Laveline-devant-Bruyères is een spoorwegstation in de Franse gemeente Laveline-devant-Bruyères.